# Юденич, Николай Петрович
Николай Петрович Юденич (12 апреля 1869 — 1920) — российский генерал, участник Белого движения.

## Биография
Окончил 2-й кадетский корпус (1887). В службу вступил в 1887. Окончил Михайловское артиллерийское училище; в 1890 выпущен подпоручиком в 37-ю артиллерийскую бригаду. Поручик (1892). В 1896 окончил Николаевскую инженерную академию, произведен в штабс-капитаны за отличные успехи в науках, с переводом в военные инженеры. Капитан (1898).
Производитель работ, затем делопроизводитель строительной части управления строительства Кронштадтской крепости. На 13.04.1908 состоял в том же чине в Севастопольском крепостном инженерном управлении. Подполковник (1908).
С 6.05.1908 штаб-офицер Севастопольского крепостного инженерного управления. Состоял в числе штаб-офицеров, положенных по штату в распоряжении Главного инженерного управления (1910—1913). Полковник (1912). С 1 июля 1913 состоял в управлении строительства Кронштадтской крепости. В 1917 военный инженер в распоряжении Главного инженерного управления.
Участвовал в гражданской войне на Восточном фронте. Осенью 1919 командир Астраханского отряда Уральской отдельной армии, находившейся в оперативном подчинении генерала Деникина. Генерал-майор (1919). Сдался в плен под гарантии сохранения жизни в Форт-Александровске в апреле 1920, но вскоре был расстрелян.

## Награды
- орден Святого Станислава 2-й ст. (1906)
- орден Святой Анны 2-й ст. (1910)
- орден Святого Владимира 4-й ст. (1913)